# Сислян, Вазген Саргисович
Вазген Саргисович Сислян (арм. Վազգեն Սիսլյան; 20 октября 1956, Бейрут, Ливан) — член Армянской секретной армии освобождения Армении (АСАЛА), в 1981 году руководивший группой, осуществившей захват турецкого консульства в Париже.

## Биография
Родился 20 октября 1956 года в пригороде Бейрута, район Бурдж Хаммуд. Свободно разговаривает на армянском, английском, французском, арабском, турецком языках.
Посещал школу до 12 лет, после чего из-за болезни потерял зрение на три месяца и в течение полутора лет ничем не мог заниматься.
Работал механиком, с 1979 года участвовал в деятельности армянских военизированных организаций. Во время Ливанской войны в составе отряда самообороны защищал армянские кварталы Бейрута. В 1981 году Вазген Сислян и его группа заявили через местное издание «Armenian Magazine» о намерении перейти к проведению антитурецких боевых акций с целью «освобождения Армении».

### Захват консульства
24 сентября 1981 года Сислян возглавил группу бойцов Армянской секретной армии освобождения Армении (АСАЛА) — Акопа Джулфаяна, Геворка Гюзеляна и Арама Басмаджяна — участвовавших в вооружённом захвате турецкого консульства в Париже.
В ходе акции были тяжело ранены консул Кай Инал, сотрудник службы безопасности (позднее скончался) и двое нападавших — сам Вазген Сислян и Акоп Джулфаян. Нападавшие захватили 56 заложников и удерживали их в здании консульства в течение 16 часов, требуя освобождения «армянских, турецких и курдских политических заключённых в Турции». После того, как французские власти согласились опубликовать в прессе требования нападавших, те освободили заложников и сдались полиции, однако сами эти требования не были удовлетворены. Сислян и Джулфаян были доставлены в больницу «Отель Дьо», где Сислян несколько дней провёл в бессознательном состоянии, подключённый к аппарату искусственного дыхания.
Решением парижского суда Вазген Сислян и члены его группы были приговорены к 6 годам лишения свободы в тюрьме строгого режима. После 15-дневной голодовки власти согласились признать их политзаключёнными. Трое из осуждённых вышли на свободу 6 августа 1986 года и уехали в Ливан, один — Арам Басмаджян — покончил жизнь самоубийством в тюрьме. Сам Сислян за время заключения прошёл курс обучения в университете Сорбонна по специальности языкознание.

### Последующая биография
Спустя некоторое время Вазген Сислян эмигрировал в Армению, где участвовал в Первой карабахской войне. В начале апреля 2016 года во время обострения конфликта с Азербайджаном Вазген Сислян вновь собрал отряд добровольцев и участвовал в боях на стороне непризнанной Нагорно-Карабахской Республики.
Вазген Сислян состоит в общественной организации «Ухт Арарати» (с арм. — «Обет Арарата»), объединяющей бывших заключённых из числа бойцов АСАЛА.

## Награды
- Медаль Министерства обороны Армении «Вазген Саркисян».